# Brownie

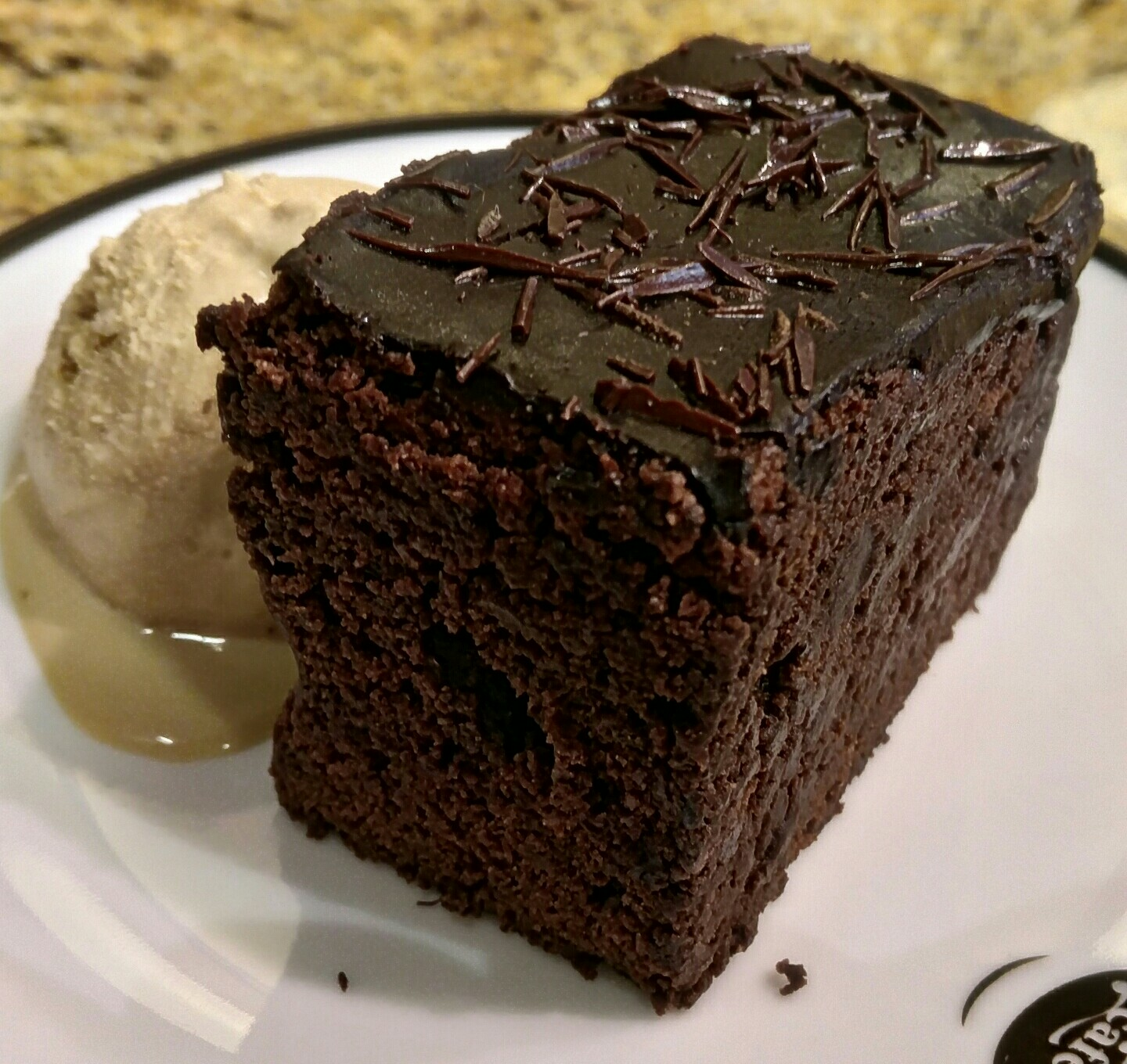
Porcja brownie

Brownie (wym. brauni) – ciasto czekoladowe typowe dla kuchni amerykańskiej. Nazwa pochodzi od charakterystycznego, ciemnobrązowego koloru wypieku (z ang. brown = brązowy).
Ciasto przygotowuje się z gorzkiej czekolady, jajek, cukru, masła i niewielkiej ilości mąki. Częstym dodatkiem do brownie są orzechy.
Pierwsze opublikowane przepisy pochodzą z 1904.